# 버들매치속
버들매치속(Abbottina)은 동아시아에서 발견되는 잉어과 속의 하나이다.

## 지리적 분포
이 어류는 동중국, 한국, 일본의 재래 어종이지만, 현재는 메콩 분지에도 유입되어 살고 있다.

## 종
현재, 이 속에는 6종이 기술되어 있다.
- Abbottina binhi V. H. Nguyễn, 2001
- Abbottina lalinensis Huang & Li, 1995
- Abbottina liaoningensis K. J. Qin, 1987
- Abbottina obtusirostris (H. W. Wu & Ki. Fu. Wang, 1931)
- 버들매치 (Abbottina rivularis) (Basilewsky, 1855)
- 왜매치 (Abbottina springeri) Bănărescu & Nalbant, 1973